# La piovra (film 1929)
La piovra (Why Bring That Up?) è un film del 1929 diretto da George Abbott.

## Produzione
Il film fu prodotto dalla Paramount Pictures, in versione muta e in versione sonora.

## Distribuzione
Distribuito dalla Paramount Pictures, il film uscì nelle sale statunitensi il 4 ottobre 1929.

### Date di uscita
IMDb
- USA	4 ottobre 1929

Alias
- Why Bring That Up?	USA (titolo originale)
- La piovra	Italia